# Saint-Jean-les-Deux-Jumeaux
Saint-Jean-les-Deux-Jumeaux è un comune francese di 1 161 abitanti situato nel dipartimento di Senna e Marna nella regione dell'Île-de-France.

## Società

### Evoluzione demografica
Abitanti censiti